# Echinochalina felixi
Echinochalina felixi är en svampdjursart som beskrevs av Hooper 1996. Echinochalina felixi ingår i släktet Echinochalina och familjen Microcionidae. Inga underarter finns listade i Catalogue of Life.